# Lester Flatt
Lester Raymond Flatt (Overton County, 19 de junho de 1914 - falecido em 11 de maio de 1979) é um guitarrista, um dos pioneiros da música bluegrass americana.

## Biografia
Flatt nasceu em Duncan's Chapel, Overton County, Tennessee filho de Nannie Mae Haney e Isaac Columbus Flatt. Cantor e guitarrista, ele veio a proeminência quando membro da Bill Monroe's Blue Grass Boys em 1945. Em 1948, ele começou uma banda com o aluno de Bill Monroe, Earl Scruggs, e pelos próximos vinte anos a banda Scruggs Flatt and the Foggy Mountain Boys foram uma das mais bem sucedidas bandas de bluegrass. Quando eles se separaram, em 1969, Flatt formou um novo grupo, o Nashville Grass, contratando a maioria dos Foggy Mountain Boys. Seu papel como vocalista e guitarrista em cada um destes conjuntos ajudou a definir o som da música tradicional bluegrass. Ele criou um tipo de papel na Bluegrass Boys posteriormente preenchido pelos artistas Jimmy Martin, Mac Wiseman, Peter Rowan e Del McCoury. Sua voz é inconfundível entre centenas de grupos bluegrass.

## Discografia
| Ano  | Álbum                                             | US Country | Gravadora  |
| ---- | ------------------------------------------------- | ---------- | ---------- |
| 1970 | Flatt Out                                         |            | Columbia   |
| 1970 | One and Only                                      |            | Nugget     |
| 1971 | Flatt On Victor                                   |            | RCA Victor |
| 1971 | Lester 'N' Mac (com Mac Wiseman)                  | 42         | RCA Victor |
| 1972 | Kentucky Ridgerunner                              |            | RCA Victor |
| 1972 | On the Southbound (com Mac Wiseman)               |            | RCA Victor |
| 1972 | Foggy Mountain Breakdown                          |            | RCA Victor |
| 1973 | Country Boy                                       | 45         | RCA Victor |
| 1973 | Over the Hills to the Poorhouse (com Mac Wiseman) |            | RCA Victor |
| 1974 | Before You Go                                     |            | RCA Victor |
| 1974 | Live Bluegrass Festival (com Bill Monroe)         |            | RCA Victor |
| 1974 | The Best                                          |            | RCA Victor |